# Ráth Zoltán
Ráth Zoltán (Győr, 1863. június 2. – Rábacsanak, 1902. augusztus 6.) közgazdász, statisztikus, jog- és államtudományi doktor, jogakadémiai tanár, címzetes egyetemi rendkívüli tanár és a Magyar Tudományos Akadémia levelező tagja.

## Életútja
Édesapja Ráth Károly, a történetíró, megyei levéltárnok volt. Apját négy és fél éves korában elvesztette, ekkor anyjának szeretete és gondossága egyetlen gyermekében összpontosult. Még gimnáziumi tanulmányai közben is együtt tanult, együtt rajzolt és gyakorolta a zenét vele. Középiskolai tanulását 1872-ben kezdte a győri ágostai evangélikus gimnáziumban és ott tette le az érettségit 1880-ban. Visszavonult életet élt, egyedül Balogh Jenő volt barátja. A német nyelven kívül korán elsajátította a francia, angol és olasz nyelvet. Már tanuló korában, midőn makacs torokbaja miatt édesanyjával a Riviérára ment, francia és angol nyelven levelezett barátjával, Balogh Jenővel.
Gyerekkorától kivételes szorgalommal és céltudatossággal készült a tudósi pályára, a csillagászat volt a szenvedélye, ezért anyjának ellenzése dacára, aki jogászt akart nevelni belőle, a bécsi egyetem bölcseleti karára iratkozott be, főtárgyául választva a csillagászatot és matematikát. Anyja azonban az anyagi ügyek intézése közben lépten-nyomon rászorult fia tanácsára. Hazahívta és ő a tanév végén végképp búcsút vett a bécsi egyetemtől, egyszersmind kedvelt tudományától is és a következő tanévben, 1881 őszétől már a győri jogakadémiára iratkozott be, ahol két évet töltött.
1883 őszén a budapesti egyetemre jött, mint harmadéves joghallgató. Már ekkor határozottan nyilatkozott nagy előszeretete a közgazdaságtan és annak segédtudományai iránt és tanárai közül különösen Kerkapoly Károly, Horinka Imre, Kautz Gyula és Láng Lajos gyakoroltak erősebb hatást reá. De a jogi tárgyakat is szorgalmasan tanulta, mert követve édesanyja óhajtását, az ügyvédi pályára készült. 1885 nyarán végezte az egyetemet és már 1886. május 8-án megkapta a jogi doktori oklevelet.
Időközben megkezdte az ügyvédi joggyakorlatot és 1887. február 12-én már az államtudományi oklevelet is megszerezte. Azonnal megszerezte az ügyvédi diplomát is, mihelyt a joggyakorlatra törvényesen megállapított idő letelt. Az ügyvédségre azonban nem érzett magában hajlamot, vágyai az egyetemi katedra felé vonták. Feljött tehát Budapestre, hogy magát a nemzetgazdaságtanból magántanárrá habilitáltassa, ami 1888. december 28-án meg is történt.
Azonban kenyéradó pályáról kellett gondoskodnia, ezért az Országos Statisztikai Hivatalba lépett, egyelőre csak mint díjnok, de már 3 hónap múlva felesküdt gyakornok lett. Közreműködött a Közgazdasági és Statisztikai Évkönyv nemzetközi anyagának feldolgozásánál és a Nemzetgazdasági Szemlénél (később Közgazdasági Szemlénél) is, mely folyóiratba 1899-től kezdve 27 nagyobb értekezést és 54 könyvismertetést, bírálatot írt. Hivatalos statisztikai működésének emlékét az 1890. évi népszámlálási nagy mű egyes fejezetei és az 1890-93. évek népmozgalmát ismertető kötetekben írt bevezetések őrzik. Elkészítette bűnügyi statisztikánk reformtervezetét is.
1892-ben a budapesti egyetemen a statisztika magántanárává képesítette magát; ugyanazon évben a műegyetemen a nemzetgazdaságtan magántanára lett, 1894. január 21-én pedig egyetemi rendkívüli tanári címet nyert. A Magyar Tudományos Akadémia 1894. május 4-én választotta levelező tagjai sorába. Az 1894-ben alakult Magyar Közgazdasági Társaság főtitkárává választotta. 1896. augusztus 27-én kinevezték a Kassai Királyi Jogakadémiához a nemzetgazdaságtan, pénzügytan és magyar pénzügyi jog rendes tanárává.
Az összeköttetést azonban a budapesti irodalmi és tudományos körökkel nem szakította meg; továbbra is megtartotta a közgazdasági társaságnál viselt főtitkári állását, az üléseken többször megjelent, valamint akadémiánk felolvasó asztalát is felkereste. Részt vett az 1901 őszén a nemzetközi statisztikai intézetnek egy hétig tartó budapesti ülésezésein, két előadást is tartott a szakosztályok munkálataiban, megnyerte a külföldiek rokonszenvét és a legközelebbi tagválasztáskor az intézet tagjai közé választották. A kisvárosi társadalmi kötelezettséggekkel nem barátkozott meg, sőt untatta, mindamellett lehetőleg részt vett a mulatságokban is. Testi szervezetének gyengeségét érezve oly hygienikusan élt, hogy a mértékletességnek mintaképe volt. A szünidőket rendesen édesanyja körében, csanaki (Győr megye) szőlejükben töltötte. Azonban egészségét minden gondozás mellett hanyatlani érezte.
1901 vége felé orvosi tanácsra a vöröskereszt-egylet budapesti Erzsébet kórházába ment, ahol komolyabb természetű operációt állott ki. Az 1902 januárjában látszólag meggyógyultan, de tényleg megrendült egészséggel tért vissza Kassára, folytatta tanári munkáját. Ekkor régi vágyának teljesedéséhez közel jutott.
A király 1902. május 5-én Láng Lajost kereskedelemügyi miniszterré nevezte ki, a megüresedett tanszékre csak ő tarthatott igényt. A nagy szünidőre családjával együtt ismét Csanakra ment, igyekezett ott magát kipihenni és szellemi erejét visszanyerni. Itt azonban újabb csapás érte, anyjának állapota annyira rosszra fordult, hogy szanatóriumba kellett őt szállítani. Ez végzetes hatással volt Ráth érzékeny lelkére. Érezte, hogy a testi gyógyulást és a lelki békét nem találja meg szülőföldjén, ezért elhatározta, hogy Lovranába megy üdülni; de előbb augusztus 7-én Budapestre akart utazni, hogy ott látogatásokat tegyen. Még az utolsó nap, augusztus 6-a reggelén is nyugodtan kelt föl és a rendes időben, mit sem sejtetve senkivel, nyugodtan ment a fürdőszobába. Egy idő múlva fegyverdördülés riasztotta fel a ház népet és a katasztrófa megtörtént: öngyilkos lett szülei csanaki házában.
A Magyar Tudományos Akadémiában 1905. február 27-én Vargha Gyula tartott fölötte emlékbeszédet.

## Munkássága
Tudományos pályája elején közgazdasági tárgyú értekezéseket publikált. Első statisztikai munkái az 1890-es évek elején láttak napvilágot. Feldolgozta a magyar korona országainak 1890–1891. és 1892–1893. évi népmozgalmi adatait és az 1891-es népszámlálás eredményeit. Magyarország statisztikája címmel kézikönyvet írt a statisztikai szakvizsga előtt állók felkészítésére. Huszonhét tanulmánya és ötvennél több könyvismertetése jelent meg a Közgazdasági és statisztikai évkönyvben és a Nemzetgazdasági Szemlében.

## Főbb művei
- A földjáradék helye a nemzetgazdaságtan rendszerében (Budapest, 1887)
- A tőke közgazdasági fogalmáról (Budapest, 1890)
- A földbirtokosztály hitelszükséglete és annak kielégítése (Budapest, 1891)
- A közgazdaságtan újabb feladatairól (Budapest, 1892)
- Népünk korviszonyai és halálozási statisztikánk (Budapest, 1893)
- Közgazdaságtan és ethika (Budapest, 1896)
- Magyarország statisztikája (Budapest, 1896)
- Évtizedünk egyenesadó reformjairól (Budapest, 1899)
- Emlékirat a kartellekről (Budapest, 1900)
- Népszaporodásunk kérdése a XX. század küszöbén (Budapest, 1901)